# British Aerospace
British Aerospace (BAe) était une société anglaise de construction aéronautique issue de la fusion et de la nationalisation de multiples avionneurs (British Aircraft Corporation, Hawker Siddeley et Scottish Aviation) à la fin des années 1970, par le Aircraft and Shipbuilding Industries Act 1977.  Son siège social était basé à Farnborough dans le Hampshire.
En 1979, BAe rejoint le consortium Airbus, puis s'associe en 1986 avec Alenia, CASA et MBB, pour fonder Eurofighter GmbH qui permettra le développement de l'Eurofighter Typhoon.
En 1996, sa filiale de défense BAe Dynamics (en) fusionne avec Matra Défense.
La société fusionne en 1997 avec la GEC-Marconi Electronic Systems, pour devenir BAE Systems.

## Productions

### Avions
- British Aerospace 125
- British Aerospace 146
- British Aerospace P.125
- British Aerospace P.1216
- British Aerospace ATP
- British Aerospace EAP
- British Aerospace Harrier II
- British Aerospace Hawk
  - British Aerospace Hawk 200
- BAe Hawker 800
- British Aerospace Jetstream 31 et 32
- British Aerospace Jetstream 41
- British Aerospace Nimrod AEW.3
- BAE Nimrod MRA.4
- BAE Replica
- British Aerospace Sea Harrier

British Aerospace a également poursuivi la participation et la production des sociétés qui l'ont précédées, dans des programmes tels que le Hawker Siddeley Harrier, le SEPECAT Jaguar et le Panavia Tornado.

### Missiles
- ALARM
- Rapier
- Sea Dart
- Sea Eagle
- Sea Skua
- Sea Wolf
- Skyflash
- PAAMS
- Skylark sounding rocket
- S225XR

### Participation à la production (voilure)
- Airbus A300
- Airbus A310
- Airbus A320
- Airbus A330
- Airbus A340
- Airbus A300-600ST Beluga